# Blue et ses amis
Jeu de Bleue
Blue et ses amis (Blue's Clues & You!) est une émission de télévision américaine-canadienne, mélangeant personnes réelles et personnages animés, créée par Traci Paige Johnson, Todd Kessler et Angela C. Santomero puis présentée par Joshua Dela Cruz, diffusée depuis le 11 novembre 2019 sur Nickelodeon.
Il s'agit d'une nouvelle version du programme éducatif pour enfants Jeu de Bleue.
En France, la série a également fait ses débuts le 6 avril 2020 sur Nickelodeon Junior. Au Canada, la série a débuté à la même date qu'aux États-Unis sur Treehouse TV.
Au Québec, la série a également été présentée en première le 11 avril 2021 à Télé-Québec.

## Concept
Semblable à la série originale de 1996, cette série a une animation en direct dans un monde animé. Elle comporte de nouveaux modèles de production et de personnages (en dehors de la maison) sont animés numériquement, bien que le style visuel reste similaire à celui utilisé dans la série d'origine.

## Distribution

### Voix originales
- Blue : Traci Paige Johnson (en)
- Josh : Joshua Dela Cruz
- Boîte aux lettres : Doug Murray
- Tiroir : Liyou Abere
- M. Sel et Mme Poivre : Brad Adamson et Gisele Rousseau
- Paprika : Shechinah Mpumlwana
- Cannelle : Jaiden Cannatelli
- Gingembre et Sauge :
- Pelle et Seau : Leo Orgil et Jordana Blake
- Tickety Tock : Ava Augustin
- Savon : Jacob Soley
- Magenta : Diana Selema

Deux acteurs vont jouer dans l'univers de l'animation : Steve par Steven Burns (en) et Joe par Donovan Patton (en).

### Voix françaises
- Enzo Ratsito : Josh
- Adrien Pelon
- Cécile Nodie
- Fred Colas : Boîte aux lettres, M. Sel, Steve Burns
- Charlotte Hervieux : Seau, Ally Brooke
- Corinne Wellong
- Maïna Salmon : Pelle, Tic-Tac, Chaton orange, Felicia, Chien Arc en ciel
- Maxime Baudouin
- Sébastien Valter
- Élie Sémoun
Version française
  - Société de doublage : Lylo
  - Direction artistique : Edwige Chandelier
  - Adaptation des dialogues : Didier Duclos (saison 1), Charles Platto (saison 2)

### Voix québécoises
- Sebastién Reding : Josh
- Éric Bruneau : Steve, Boîte Poste
- Émile Mailhiot : Joe, M. Saler
- Julie Beauchemin : Petite table, Billetterie
- Catherine Proulx-Lemay : Periwinkle, Paprika, Mme Pepper, Canelle
- Catherine Bonneau : Savon glissant, Chiot arc-en-ciel
- Voix supplémentaires :
  - Hélène Mondoux
  - Martin Desgagné
  - Johanne Léveillé
  - Nicolas Charbonneaux-Collombet
  - Hugolin Chevrette-Landesque

Version québécois
- Société de doublage : Studio Loco
- Direction artistique : Martin Bennett

## Production

### Développement

Logo français alternatif

Le 17 avril 2018, Nickelodeon a mis en ligne une vidéo présentant le processus d'audition de la série. Plus d'un millier de personnes ont participé aux auditions.
Le 27 mai 2019, une première bande-annonce a été rendue publique.
Le 2 août 2019, une version étendue du générique est sortie.
Le 26 août 2019, il a été annoncé que la série serait diffusée en première le 11 novembre 2019.
Le 19 novembre 2019, la série est renouvelée pour une deuxième saison de vingt épisodes,. Elle est diffusée sur Nickelodeon Junior à partir du 26 avril 2021.

### Attribution des rôles
Le 13 septembre 2018, la chaîne a annoncé que Joshua Dela Cruz, connu dans la comédie musicale Disney's Aladdin: The New Stage Musical à Broadway, serait dans l'hôte de la série. Steve Burns, déjà présent dans la série originale, a participé au processus de casting.
Le 26 août 2019, les deux acteurs de la série, Steven Burns et Donovan Patton, reviendraient pour représenter leurs personnages respectifs dans les épisodes.

### Fiche technique
Sauf indication contraire, les informations mentionnées dans cette section peuvent être confirmées par la base de données cinématographiques IMDb,  présente dans la section « Liens externes ».
- Titre : Blue's Clues and You !
- Création : Traci Paige Johnson, Todd Kessler, Angela C. Santomero
- Réalisation : M.R. Horhager, Jennifer Sherman, Steve Burns
- Scénario : Angela C. Santomero, Alice Wilder, Michael Smith, Becky Friedman Lowitt
- Photographie : Steven Burns
- Production (exécutive) : Traci Paige Johnson, Angela C. Santomero, Vince Commisso, Wendy Harris, Jennifer Twomey
- Société(s) de production : 9 Story Media Group, Brown Bag Films, Nickelodeon Productions
- Société(s) de distribution : ViacomCBS Domestic Media Networks
- Pays d'origine :  États-Unis,  Canada
- Langue originale : Anglais
- Format (image) : 1080i (16:9 HDTV)
- Genre : Éducation, animation 3D
- Diffusion :  États-Unis,  Canada
- Public : Tout public

### Diffusions internationales
Trois épisodes ont été mis à disposition gratuitement pour une avant-première sur Vudu (en) le 27 septembre 2019, avant la diffusion officielle sur Nickelodeon.
Au Canada, la série a été diffusée sur Treehouse TV le même jour qu'aux États-Unis.

## Épisodes

### Première saison (2019-2020)
| №  | Titre français                    | Titre original                            | Première diffusion | Première diffusion |
| -- | --------------------------------- | ----------------------------------------- | ------------------ | ------------------ |
| 1  | Bienvenue chez Josh et Blue !     | Meet Josh!                                | 11 novembre 2019   | 6 avril 2020       |
| 2  | La visite de Magenta              | Playdate with Magenta                     | 12 novembre 2019   | 9 avril 2020       |
| 3  | Blue a une bonne nouvelle         | Big News with Blue                        | 13 novembre 2019   | 10 avril 2020      |
| 4  | Le livre de Blue                  | ABC's with Blue                           | 14 novembre 2019   | 13 avril 2020      |
| 5  | Compte avec Blue                  | 123's with Blue                           | 18 novembre 2019   | 14 avril 2020      |
| 6  | Blue est triste                   | Sad Day with Blue                         | 19 novembre 2019   | 16 avril 2020      |
| 7  | Viens rire avec Blue              | Laugh with Blue                           | 20 novembre 2019   | 17 avril 2020      |
| 8  | La chanson de Blue                | Song Time with Blue                       | 21 novembre 2019   | 20 avril 2020      |
| 9  | Les nouvelles lunettes de Magenta | Getting Glasses with Magenta              | 13 décembre 2019   | 23 avril 2020      |
| 10 | Grandis avec Blue                 | Growing with Blue                         | 10 janvier 2020    | 21 avril 2020      |
| 11 | Joyeux anniversaire, Blue !       | Happy Birthday Blue                       | 7 février 2020     | 7 avril 2020       |
| 12 | Une histoire pour Blue            | Story Time with Blue                      | 6 mars 2020        | 27 avril 2020      |
| 13 | L'équipe pleine d'idées           | The Thinking Squad                        | 3 avril 2020       | 30 avril 2020      |
| 14 | L'expérience de Blue              | Science with Blue                         | 5 mai 2020         | 24 avril 2020      |
| 15 | Blue et les couleurs              | Colors Everywhere with Blue               | 2 juin 2020        | 1er mai 2020       |
| 16 | Une soirée pyjama avec Blue       | Pajama Party with Blue                    | 16 juin 2020       | 4 mai 2020         |
| 17 | Le grand concert de Blue          | Bluestock / Blue's Sing-Along Spectacular | 14 juillet 2020    | 28 avril 2020      |

### Deuxième saison (2020-2021)
| №  | Titre français                          | Titre original                    | Première diffusion | Première diffusion |
| -- | --------------------------------------- | --------------------------------- | ------------------ | ------------------ |
| 1  | Les Rythmes de Blue                     | Blue's Big Beat Band              | 19 août 2020       | 26 avril 2021      |
| 2  | Cache-cache avec Blue                   | Hide and Seek with Blue           | 16 septembre 2020  | 27 avril 2021      |
| 3  | La chasse au trésor de Blue             | Blue's Treasure Hunt              | 30 septembre 2020  | 28 avril 2021      |
| 4  | La fête costumée de Blue                | Spooky Costume Party with Blue    | 16 octobre 2020    | 10 mai 2021        |
| 5  | Tous heureux avec Blue                  | Thankful with Blue                | 6 novembre 2020    | 11 mai 2021        |
| 6  | Le restaurant de Blue                   | Welcome to Blue's Bistro          | 13 novembre 2020   | 3 mai 2021         |
| 7  | Blue fait de la pâtisserie              | Blue's Big Baking Show            | 20 novembre 2020   | 29 avril 2021      |
| 8  | Le Noël de Blue                         | Blue's Night Before Christmas     | 4 décembre 2020    | 5 avril 2021       |
| 9  | Une berceuse pour Blue                  | Sleepy Singalong with Blue        | 18 décembre 2020   | 4 avril 2021       |
| 10 | La grande fête de Blue                  | Blue's Big Dance Party            | 1er janvier 2021   | 30 avril 2021      |
| 11 | Blue a beaucoup d'imagination           | Blue's Big Imagination            | 22 janvier 2020    | 6 mai 2021         |
| 12 | Ce que j'aime chez Blue                 | What I Like About Blue            | 12 février 2021    | 24 septembre 2021  |
| 13 | Raconte-nous un objet, Blue             | Blue's Show and Tell Surprise     | 5 mars 2021        | 15 septembre 2021  |
| 14 | L'arc-en-ciel de Blue                   | Blue's Rainy Day Rainbow          | 12 mars 2021       | 13 septembre 2021  |
| 15 | Blue fête le printemps                  | Spring is Here!                   | 23 avril 2021      | 20 septembre 2021  |
| 16 | Blue et les héros du quartier           | Blue's Big Neighborhood Adventure | 21 mai 2021        | 16 septembre 2021  |
| 17 | À la plage avec Blue                    | Blue's Beach Bonanza              | 4 juin 2021        | 22 septembre 2021  |
| 18 | Blue et le Carton Passe-Partout         | Blue's Anywhere Box Surprise      | 25 juin 2021       | 14 septembre 2021  |
| 19 | Blue et le mystère des tartes disparues | Mystery of the Missing Pies       | 4 juin 2021        | 23 septembre 2021  |
| 20 | Tourne un film avec Blue !              | Blue Makes a Movie with YOU!      | 2 juillet 2021     | 21 septembre 2021  |
| 21 | Fête ton anniversaire avec Blue !       | It's YOUR Birthday!               | 17 septembre 2021  | 17 septembre 2021  |
| 22 | La grande parade de Blue                | Blue's Big Costume Parade         | 29 octobre 2021    | 7 mai 2021         |

### Troisième saison (Depuis 2021)
| №  | Titre français                          | Titre original                      | Première diffusion | Première diffusion |
| -- | --------------------------------------- | ----------------------------------- | ------------------ | ------------------ |
| 1  | Le nouveau voisin de Blue               | Our New Neighbor!                   | 1er octobre 2021   | 26 mars 2022       |
| 2  | Blue et le fantôme d'Halloween          | The Ghost of the Living Room        | 18 octobre 2021    | 2 avril 2022       |
| 3  | La Fête des lumières avec Blue          | A Blue's Clues Festival of Lights   | 26 novembre 2021   | 9 avril 2022       |
| 4  | Blue s'amuse dans la neige              | Blue's Snowy Day Surprise           | 6 décembre 2021    | 3 septembre 2022   |
| 5  | Blue au pays des dinosaures             | Blue's Dino Clues                   | 14 janvier 2022    | 26 mars 2022       |
| 6  | L'équipe de construction de Blue        | Building with Blue                  | 4 février 2022     | 9 avril 2022       |
| 7  | Une journée de sport avec Blue          | Blue's Backyard Sports Spectacular  | 8 février 2022     | 3 septembre 2022   |
| 8  | Blue et le cadeau mystère               | Blue's Mystery Present              | 18 mars 2022       | 2 avril 2022       |
| 9  | La Lettre mystère                       | Mailtime Mystery                    | 18 mars 2022       | 11 septembre 2022  |
| 10 | La Crise de rire de Magenta             | Magenta's Case of the Giggles       | 1er avril 2022     | 22 octobre 2022    |
| 11 | Le Petit Chaperon Arc-en-ciel           | Rainbow Puppy's Skidoo Adventure    | 13 mai 2022        | TBA                |
| 12 | Le Jeu d'Arc-en-Ciel                    | Blue and Little Rainbow Riding Hood | 5 août 2022        | 5 novembre 2022    |
| 13 | Titre français inconnu                  | Blue's Treasure of Clue Lagoon      | 22 juin 2022       | TBA                |
| 14 | Le Grand Joshini                        | Joshini the Amazing                 | TBA                | 22 octobre 2022    |
| 15 | Un super moment avec Blue               | Tickety's Big Musical Morning       | 4 octobre 2022     | 17 septembre 2022  |
| 16 | Du nouveau à l'école de Blue            | Something New at Blue's School      | 5 octobre 2022     | 17 septembre 2022  |
| 17 | La photo-souvenir de Gingembre et Sauge | Sage & Ginger's Baby Book           | TBA                | 24 septembre 2022  |
| 18 | Une histoire avec Camila                | Blue's Storytime with Camila        | 3 octobre 2022     | 11 septembre 2022  |
| 19 | La surprise de Lola                     | Feelin' Filipino                    | 6 octobre 2022     | 29 octobre 2022    |
| 20 | Explorons le Bluenivers                 | Into the Blueniverse!               | TBA                | 29 octobre 2022    |

## Accueil

### Audiences
| Saison | Début de saison  | Début de saison | Début de saison | Fin de saison     | Fin de saison   | Fin de saison |
| Saison | Dae de diffusion | Téléspectateurs | Ref.            | Date de diffusion | Téléspectateurs | Ref.          |
| ------ | ---------------- | --------------- | --------------- | ----------------- | --------------- | ------------- |
| 1      | 11 novembre 2019 | 870 000         | [ 13 ]          | 14 juillet 2020   | 450 000         | [ 14 ]        |
| 2      | 19 août 2020     | 420 000         | [ 15 ]          | -                 |                 |               |

## Produits dérivés

### Jouets
En juillet 2019, Viacom a annoncé que la marque Just Play, une société de jouets de Floride, produirait des peluches, des figurines, des ensembles de jeu et des produits de jeu de rôle basés sur la série, tandis que VTech, une société de Hong Kong, produirait des « jouets d'apprentissage précoce avec des jouets modernes à caractéristiques techniques ». Cardinal, une société basée à New York, gérera les jeux et les puzzles. Les produits seront disponibles à l'automne 2020.